# Podgorje Krnjačko
Podgorje Krnjačko – wieś w Chorwacji, w żupanii karlowackiej, w gminie Krnjak. W 2011 roku liczyła 48 mieszkańców.